# Eupithecia pactia
Eupithecia pactia är en fjärilsart som beskrevs av Druce 1893. Eupithecia pactia ingår i släktet Eupithecia och familjen mätare. Inga underarter finns listade i Catalogue of Life.